# Saison 2021 de l'équipe cycliste Arkéa-Samsic
La saison 2021 de l'équipe cycliste Arkéa-Samsic est la dix-septième de cette équipe.

## Préparation de la saison 2021

### Sponsors et financement de l'équipe
L'équipe cycliste Arkéa-Samsic est gérée par la société Pro Cycling Breizh. Depuis 2019, elle porte les noms de ses deux principaux sponsors, le groupe de bancassurance Crédit mutuel Arkéa et la société de services aux entreprises Samsic.

### Arrivées et départs
La saison passée, l'équipe avait été profondément remaniée, cette année seulement trois recrues complètent l'effectif.
| Arrivées      | Équipe 2020                       |
| ------------- | --------------------------------- |
| Amaury Capiot | Sport Vlaanderen-Baloise          |
| Miguel Flórez | Androni-Giocatolli-Siermec        |
| Markus Pajur  | Tartu 2024-Balticchaincycling.com |

| Départs          | Équipe 2021        |
| ---------------- | ------------------ |
| Franck Bonnamour | B&B Hotels p/b KTM |
| Benoît Jarrier   | retraite           |
| Romain Le Roux   | retraite           |
| Florian Vachon   | retraite           |

### Effectif
| Effectif 2021            | Effectif 2021     | Effectif 2021 | Effectif 2021                            |
| Cycliste                 | Date de naissance | Pays          | Équipe précédente                        |
| ------------------------ | ----------------- | ------------- | ---------------------------------------- |
| Winner Anacona           | 11 août 1988      | Colombie      | Movistar Team (2019)                     |
| Warren Barguil           | 28 octobre 1991   | France        | Team Sunweb (2017)                       |
| Thomas Boudat            | 24 février 1994   | France        | Total Direct Énergie (2019)              |
| Maxime Bouet             | 3 novembre 1986   | France        | Etixx-Quick Step (2016)                  |
| Nacer Bouhanni           | 25 juillet 1990   | France        | Cofidis, Solutions Crédits (2019)        |
| Amaury Capiot            | 25 juin 1993      | Belgique      | Sport Vlaanderen-Baloise (2020)          |
| Benjamin Declercq        | 4 février 1994    | Belgique      | Sport Vlaanderen-Baloise (2019)          |
| Anthony Delaplace        | 11 septembre 1989 | France        | Sojasun (2013)                           |
| Miguel Flórez            | 21 février 1996   | Colombie      | Androni Giocattoli-Sidermec (2020)       |
| Élie Gesbert             | 1 juillet 1995    | France        | VC Pays de Loudéac (2016)                |
| Donavan Grondin          | 26 septembre 2000 | France        | Vendée U Pays de la Loire (2019)         |
| Thibault Guernalec       | 31 juillet 1997   | France        | Pays de Dinan (2018)                     |
| Romain Hardy             | 24 août 1988      | France        | Cofidis, Solutions Crédits (2016)        |
| Kévin Ledanois           | 13 juillet 1993   | France        | CC Nogent-sur-Oise (2014)                |
| Matîs Louvel             | 19 juillet 1999   | France        | VC Rouen 76 (2019)                       |
| Daniel McLay             | 3 janvier 1992    | Royaume-Uni   | EF Education First (2019)                |
| Christophe Noppe         | 29 novembre 1994  | Belgique      | Sport Vlaanderen-Baloise (2019)          |
| Łukasz Owsian            | 24 février 1990   | Pologne       | CCC Team (2019)                          |
| Markus Pajur             | 23 septembre 2000 | Estonie       | Tartu 2024-Balticchaincycling.com (2020) |
| Laurent Pichon           | 19 juillet 1986   | France        | FDJ (2016)                               |
| Dayer Quintana           | 10 août 1992      | Colombie      | Neri Sottoli-Selle Italia-KTM (2019)     |
| Nairo Quintana           | 4 février 1990    | Colombie      | Movistar Team (2019)                     |
| Alan Riou                | 2 avril 1997      | France        | Pays de Dinan (2018)                     |
| Diego Rosa               | 27 mars 1989      | Italie        | Team Ineos (2019)                        |
| Clément Russo            | 20 janvier 1995   | France        | Probikeshop Saint-Étienne Loire (2017)   |
| Connor Swift             | 30 octobre 1995   | Royaume-Uni   | Madison Genesis (2019)                   |
| Bram Welten              | 29 mars 1997      | Pays-Bas      | BMC Development (2017)                   |
|                          |                   |               |                                          |
| Source : ProCyclingStats |                   |               |                                          |

#### Stagiaires
| Cycliste        | Date de naissance | Nationalité | Équipe -1                   |  |
| Stagiaire       | Date de naissance | Nationalité | Équipe 2021                 |  |
| --------------- | ----------------- | ----------- | --------------------------- |  |
| Mathis Le Berre | 16 avril 2001     | France      | Côtes d’Armor-Marie Morin-U |  |
| Kévin Vauquelin | 26 avril 2001     | France      | VC Rouen 76                 |  |
| Yannis Voisard  | 26 août 1998      | Suisse      | Swiss Racing Academy        |  |

## Bilan de la saison

### Victoires
| Date     | Course                                  | Pays     | Classe | Vainqueur      |
| -------- | --------------------------------------- | -------- | ------ | -------------- |
| 30 avr.  | 1re étape du Tour des Asturies          | Espagne  | 2.1    | Nairo Quintana |
| 3 mai    | Classement général du Tour des Asturies | Espagne  | 2.1    | Nairo Quintana |
| 9 mai    | 5e étape du Tour de l'Algarve           | Portugal | 2.Pro  | Élie Gesbert   |
| 15 mai   | Trofeo Andratx-Mirador des Colomer      | Espagne  | 1.1    | Winner Anacona |
| 16 mai   | Tro Bro Leon                            | France   | 1.Pro  | Connor Swift   |
| 29 juil. | Tour de Castille-et-León                | Espagne  | 1.1    | Matis Louvel   |
| 20 août  | Tour du Limousin-Périgord               | France   | 2.1    | Warren Barguil |
| 27 août  | Tour Poitou-Charentes                   | France   | 2.1    | Connor Swift   |
| 2 oct.   | Classic Loire-Atlantique                | France   | 1.1    | Alan Riou      |
| 9 oct.   | Tour de Vendée                          | France   | 1.1    | Bram Welten    |

### Résultats sur les courses majeures
Les tableaux suivants représentent les résultats de l'équipe dans les principales courses du calendrier international (les cinq classiques majeures et les trois grands tours). Pour chaque épreuve est indiqué le meilleur coureur de l'équipe, son classement ainsi que les accessits glanés par Arkéa-Samsic sur les courses de trois semaines.

#### Classiques
| Classique            | Milan-San Remo       | Tour des Flandres   | Paris-Roubaix       | Liège-Bastogne-Liège | Tour de Lombardie    |
| -------------------- | -------------------- | ------------------- | ------------------- | -------------------- | -------------------- |
| Coureur (classement) | Nacer Bouhanni (19e) | Clément Russo (29e) | Amaury Capiot (18e) | Warren Barguil (26e) | Nairo Quintana (11e) |

#### Grands tours
| Grand tour           | Tour d'Italie | Tour de France       | Tour d'Espagne |
| -------------------- | ------------- | -------------------- | -------------- |
| Coureur (classement) | Non invitée   | Nairo Quintana (28e) | Non invitée    |
| Accessits            |               |                      |                |